# Kuhjoch
Das Kuhjoch ist ein 1760 m ü. A. hoch gelegenes Joch im Vorkarwendel, dem relativ niedrigen nordöstlichen Teil des Karwendelgebirges. Es ist als internationale Typlokalität für die untere Grenze (Global Stratotype Section and Point, GSSP) des Hettangiums und damit die Trias-Jura-Grenze von herausragender geologischer Bedeutung. Zudem handelt es sich aktuell (Stand 2017) um den einzigen GSSP in Österreich.

## Lage
Das Kuhjoch liegt im südlichen, österreichischen (Tiroler) Teil des Vorkarwendels auf dem etwa 2,5 km langen nördlichen Ausläufer des Hölzelstaljochs *. Es bildet die Scharte zwischen dem Hauptgipfel und dem entlang der Kammlinie rund 700 m nördlich vorgelagerten, etwa 1800 m ü. A. hohen Nebengipfel des Hölzelstaljochs („Kuhjochspitze“). Dort ist auf beiden Flanken des Kamms, unmittelbar unterhalb der Kammlinie, jeweils ein künstlicher Aufschluss angelegt worden. Der „Goldene Nagel“, der die Basis des Hettangiums in der angeschnittenen Schichtenfolge markiert, befindet sich in dem Aufschluss an der weniger steilen östlichen Flanke.
Der einfachste Zugang besteht von Norden über das Baumgartenbachtal. Vom Hochstallalm-Niederleger (47° 29′ 40″ N, 11° 31′ 34″ O) aus kann das Joch über den Hochstallalm-Hochleger (47° 29′ 11″ N, 11° 31′ 32″ O) in 1,5 bis 2 Stunden zu Fuß erreicht werden.

## Geologie

### Allgemeines
Das Karwendelgebirge gehört zu den Nördlichen Kalkalpen, die überwiegend aus marinen Kalksteinen der Trias aufgebaut sind. Das Vorkarwendel wird hierbei tektonisch der Inntaldecke des Bajuvarikums des Oberostalpins zugerechnet. Ein bedeutendes Strukturelement der Inntaldecke ist die Karwendelmulde, eine tektonische Großmulde, die, wie für die nördlichen Kalkalpen allgemein üblich, Ost-West streicht und in deren Kern frühkreidezeitliche Kalk- und Mergelsteine (Schrambach-Formation) ausbeißen. Das Kuhjoch liegt im südlichen Schenkel der Mulde, die in dieser Gegend nahezu isoklinal ausgebildet ist, sodass die Schichten dort sehr steil einfallen, sogar leicht überkippt sind. Die Nordflanke und der Gipfelbereich der „Kuhjochspitze“ sind aus den mächtigen und teils dickbankigen Oberjura-Kalksteinen der Oberalm-Formation aufgebaut. Nach Süden, zum Hauptgipfel des Hölzelstaljochs hin, nimmt das Alter der geologischen Einheiten zu, deren Mächtigkeit ist hingegen deutlich geringer. So folgen im Liegenden der Oberalm-Formation in relativ kurzer Distanz die noch oberjurassische Ruhpolding-Formation (Kieselkalke und Radiolarite), die mittel- oder unterjurassische Scheibelberg-Formation (rote und graue Kalksteine und Kieselkalke), die überwiegend unterjurassische Adnet-Gruppe (Adnet-Formation und „Enzesfelder Kalk“ bzw. Schnöll-Formation; überwiegend rötliche Kalksteine) sowie die unterjurassisch-obertriassische Kendlbach-Formation und die obertriassische Kössen-Formation (beide insgesamt überwiegend aus Mergel- und Kalksteinen bestehend).

### GSSP

#### Position und Marker
Die Basis des Hettangiums liegt am Kuhjoch im unteren Teil der dort 22 m mächtigen Tiefengraben-Subformation (ehemals „Rhätische Grenzmergel“), der unteren der beiden Subformationen der Kendlbach-Formation. Die Tiefengraben-Subformation lagert der Eiberg-Subformation der Kössen-Formation auf. Beide Subformationen werden als Ergebnis einer relativ tiefmarinen (basinalen) Sedimentation interpretiert. Als Ablagerungsraum gilt das Eiberg-Becken, das in der späten Obertrias in den Karbonatschelf des Oberostalpins einzusinken begann. Während die Eiberg-Subformation aus tiefmarinen grauen und schwarzen Kalk- und Mergelsteinen besteht, ist die Tiefengraben-Subformation deutlich ärmer an Karbonaten und umfasst stattdessen gelbliche Mergelsteine, gefolgt von rötlichen Tonsteinen mit Einschaltungen siltiger, teils auch sandiger Lagen im oberen Teil. Der lithologische Wechsel an der Basis der Tiefengraben-Subformation, der sich bereits in den obersten 20 cm der Eiberg-Subformation durch eine dunkle Mergelkalk- bis Mergelsteinlage (die sogenannte T-Schicht) ankündigt, wird mit einem Absinken des eustatischen Meeresspiegels am Ende der Trias erklärt, der sich in ungefähr gleich alten oberostalpinen Flachwasserkarbonaten durch Emersionsflächen (Schichtflächen, die Anzeichen für subaerische Exposition, speziell Verwitterungserscheinungen infolge des Kontaktes mit Süßwasser aufweisen) äußert.
Noch in den 1990er Jahren wurde die Trias-Jura-Grenze im Karwendel mit diesem Lithologiewechsel korreliert, nicht zuletzt, weil er mit einem Verschwinden zahlreicher triassischer Makro- und Mesofossiltaxa (speziell der Ceratiten und Conodonten) aus dem Fossilbericht einhergeht. Jedoch sind in den basalen Schichten der Tiefengraben-Subformation nachfolgend noch typisch triassische Mikro- und Nannofossilien nachgewiesen worden (siehe unten). Die Hettangium-Basis befindet sich am Kuhjoch nach aktueller Definition 5,80 m oberhalb der Basis der Tiefengraben-Subformation, markiert durch das Erstauftreten (engl. first appearance date, FAD) der Neoammonoideenart Psiloceras spelae (repräsentiert durch die Unterart P. s. tirolicum) in der Schichtenfolge. Die meist kleinen Ammoniten liegen dabei in der seltenen Erhaltung mit dem originalen aragonitischen Gehäusematerial vor. Das FAD von Psiloceras spelae schließt ein ammonitenleeres Intervall ab, das auf das Letztauftreten (engl. last appearance date, LAD) der Ceratitenart Choristoceras marshi in der T-Schicht folgt. Weitere FADs für das untere Hettangium diagnostischer Ammoniten am Kuhjoch sind das von  Psiloceras ex gr. tilmanni knapp 8 m und von Psiloceras cf. pacificum knapp 12 m oberhalb der Basis der Tiefengraben-Subformation.
Die Eignung der Aufschlüsse am Kuhjoch als GSSP ist zu einem Großteil in ihrer paläogeographischen Position im Eiberg-Becken begründet. Die erhöhte Wassertiefe ermöglichte zum einen, dass die Sedimentation mit relativ hoher Rate auch während des niedrigen eustatischen Meeresspiegels an der Trias-Jura-Wende hinweg anhielt, und zum anderen, dass dort Ammoniten, die wichtigsten Makroleitfossilien des Mesozoikums, zur Einbettung kommen konnten. Des Weiteren weist das Grenzintervall am Kuhjoch weitere paläontologische und geochemische Marker auf, die dazu geeignet sind, die Trias-Jura-Grenze auch in Abfolgen ausfindig zu machen, in denen keine Ammoniten vorkommen. So geht das LAD von Choristoceras marshi mit einem deutlichen negativen δ13Corg-Ausschlag (engl. initial carbon isotope excursion, kurz initial CIE) einher, der außerhalb der Alpen in der St. Audrie’s Bay ** an der Nordküste von Somerset (England) relativ sicher nachgewiesen ist. Das FAD der Muschelgattung Agerchlamys korreliert sowohl am Kuhjoch (repräsentiert durch A. textoria) als auch weltweit in mehreren anderen Trias-Jura-Grenzintervall-Aufschlüssen annähernd mit dieser δ13Corg-Anomalie und dem Verschwinden typisch triassischer Makrofossiltaxa. *** Stratigraphisch wertvolle Mikrofossilien sind am Kuhjoch speziell in Form von aragonitschaligen planktonischen Foraminiferen und von Palynomorphen vorhanden. So liegen FAD und LAD der Foraminifere Praegubkinella turgescens 50 bis 60 cm unterhalb bzw. rund 1,5 m oberhalb des FAD von Psiloceras spelae. Der unterste, ammonitenfreie Teil der Tiefengraben-Subformation enthält hingegen Vertreter der sehr ähnlichen † aber kleineren triassischen Gattung Oberhauserella. Im Bezug auf Palynomorphen liegt das FAD von Psiloceras spelae in einem Intervall (2,55 m bis 8,10 m oberhalb der Basis der Tiefengraben-Subformation), das palynostratigraphisch der Trachysporites-Heliosporites-Zone entspricht und sich durch das FAD der Pollenart Cerebropollenites thiergartii und das Verschwinden der im basalsten Teil der Tiefengraben-Subformation (Rhaetipollis-Porcellispora-Zone) noch häufigen Arten Vitreisporites bjuvensis, Ovalipollis pseudoalatus, und Rhaetipollis germanicus auszeichnet. Der palynostratigraphische Befund hat den Vorteil, dass er auch zur Korrelation kontinentaler Abfolgen herangezogen werden kann.

#### Historisches
In den frühen 1980er Jahren wurde von der Jura-Subkommission (International Subcommission on Jurassic Stratigraphy, ISJS) der Internationalen Stratigraphischen Kommission (International Commission on Stratigraphy, ICS) eine Arbeitsgruppe für die Suche nach einem GSSP für das Hettangium ins Leben gerufen (Triassic-Jurassic Boundary Working Group, TJBWG). Diese Suche gestaltete sich schwierig, sowohl hinsichtlich des Grenzmarkers als auch hinsichtlich der Lokalität, und weil sich keine der gefundenen GSSP-Kombinationen als optimal erwies, wurden im Jahr 2007 innerhalb der 75-köpfigen TJBWG schließlich fünf Aufschlüsse und vier verschiedene Primärmarker formal zur Abstimmung gestellt:
- Ferguson Hill, eine Erhebung im New York Canyon in Mineral County, Nevada (USA), mit entweder dem Ammoniten Psiloceras spelae[4] oder einer markanten δ13Corg-Anomalie („initial CIE“)[3] als Primärmarker,
- das Kuhjoch mit Psiloceras spelae als Primärmarker,
- Kunga Island (Queen Charlotte Islands) in British Columbia (Kanada) mit einem markanten Umschwung in der Radiolarienfauna als Primärmarker,[8]
- St. Audrie’s Bay in Somerset (England) mit Psiloceras planorbis ‡ als Primärmarker[9] und
- Waterloo Bay in Nordirland mit ebenfalls P. planorbis als Primärmarker.

Das Kuhjoch war dabei eines der letzten beiden Kandidaten, die innerhalb der TJBWG informell vorgestellt wurden (2005). Die erste E-Mail-Abstimmung im Februar 2008 entschied zunächst über den Grenzmarker, wobei sich P. spelae deutlich mit 36 von 67 Stimmen vor P. planorbis (13) durchsetzen konnte. Im zweiten Wahlgang Anfang März 2008 standen nurmehr die beiden Lokalitäten zur Auswahl, für die P. spelae als Marker vorgeschlagen war, wobei das Votum klar mit 32 zu 18 von 57 Stimmen (7 offizielle Enthaltungen) zugunsten des Kuhjochs ausfiel. Weil dabei das für eine endgültige Wahl nötige Quorum von 60 % nicht erreicht wurde, fand Ende März/Anfang April 2008 eine Bestätigungsabstimmung statt, bei der die Wahl des Kuhjochs (Wahlmöglichkeiten nurmehr „ja“, „nein“ oder Enthaltung) mit 48 von 61 Stimmen bekräftigt wurde. Diese Entscheidung wurde im Juni 2008 durch die 22 stimmberechtigten Mitglieder der ISJS noch einmal gefestigt (14 „ja“, 4 „nein“, 3 Enthaltungen, 1 Stimme nicht abgegeben). Im Mai 2009 bestätigte dann die ICS diese Wahl und im April 2010 wurde das Kuhjoch schließlich als GSSP für das Hettangium vom Exekutivkomitee des Dachverbands der ICS, der Internationalen Union der Geologischen Wissenschaften (International Union of Geological Sciences, IUGS), ratifiziert. Die Einweihung erfolgte im August 2011.